# Michael Franz Lappert
Michael Franz Lappert FRS(31 de dezembro de 1928 – 28 de março de 2014) foi um químico inorgânico britânico.
Foi eleito membro da Royal Society em 1979.